# Ophioglossum gomezianum
Ophioglossum gomezianum är en låsbräkenväxtart som beskrevs av Friedrich Welwitsch och A. Br. apud Kuhn. Ophioglossum gomezianum ingår i släktet ormtungor, och familjen låsbräkenväxter. Utöver nominatformen finns också underarten O. g. latifolium.